# Clare (Iowa)
Clare es una ciudad situada en el condado de Webster, en el estado de Iowa, Estados Unidos. Según el censo de 2010 tenía una población de 146 habitantes.

## Geografía
Según la Oficina del Censo de los Estados Unidos, la localidad tiene un área total de 1,31 km², la totalidad de los cuales 1,31 km² corresponden a tierra firme.

## Demografía
Según el censo de 2010, había 146 personas residiendo en la localidad. La densidad de población era de 111,45 hab./km². Había 74 viviendas con una densidad media de 56,49 viviendas/km². El 97,26% de los habitantes eran blancos, el 2,05% afroamericanos y el 0,68% de otras razas. El 1,37% de la población eran hispanos o latinos de cualquier raza.